# Pawnee City
La ville de Pawnee City est le siège du comté de Pawnee, dans l’État du Nebraska, aux États-Unis. Sa population s’élevait à 878 habitants lors du recensement de 2010.